# 플라사스 데 소베라니아

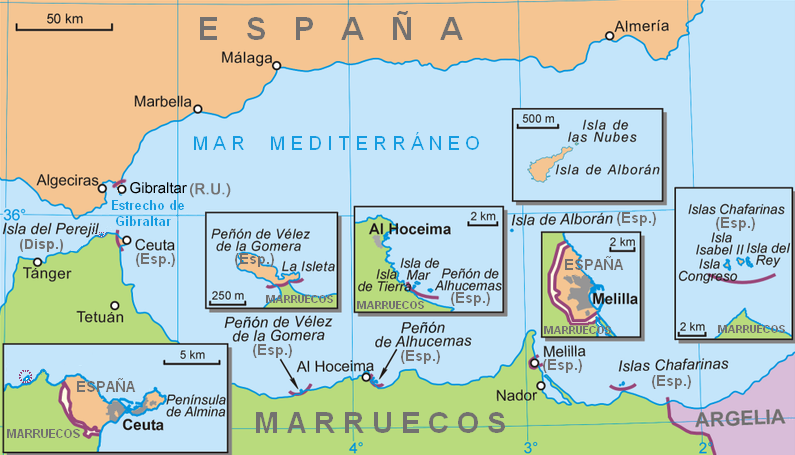
세우타, 멜리야, 알보란 섬을 비롯한 대외영토

플라사스 데 소베라니아(스페인어: plazas de soberanía) 또는 주권의 장소는 세우타와 멜리야를 제외하고 모로코와 국경을 맞대고 있는 스페인의 아프리카 대륙 북쪽 영토를 일컫는다. 이전에는 북아프리카 스페인령 혹은 스페인의 아프리카(Spanish Africa) 등으로도 불렸다.
레콩키스타 이후 스페인과 포르투갈 세력이 침투하면서 북아프리카 지역에 수많은 항구가 개항했고 발달했으며 이를 통해 무역과 해적의 노략질을 방지하고자 하는 노력도 함께 병행됐다. 베르베르인의 침략도 주된 이유 중 하나다. 상당 부분의 영토는 상실됐으며 현재 인구는 145,000명 정도(세우타, 멜리야 포함)이다. 차파리나스섬, 페뇽데알우세마스섬, 페뇽데벨레스데라고메라섬만이 아직까지 스페인령이다. 페레힐섬은 애매한 지위에 있다.

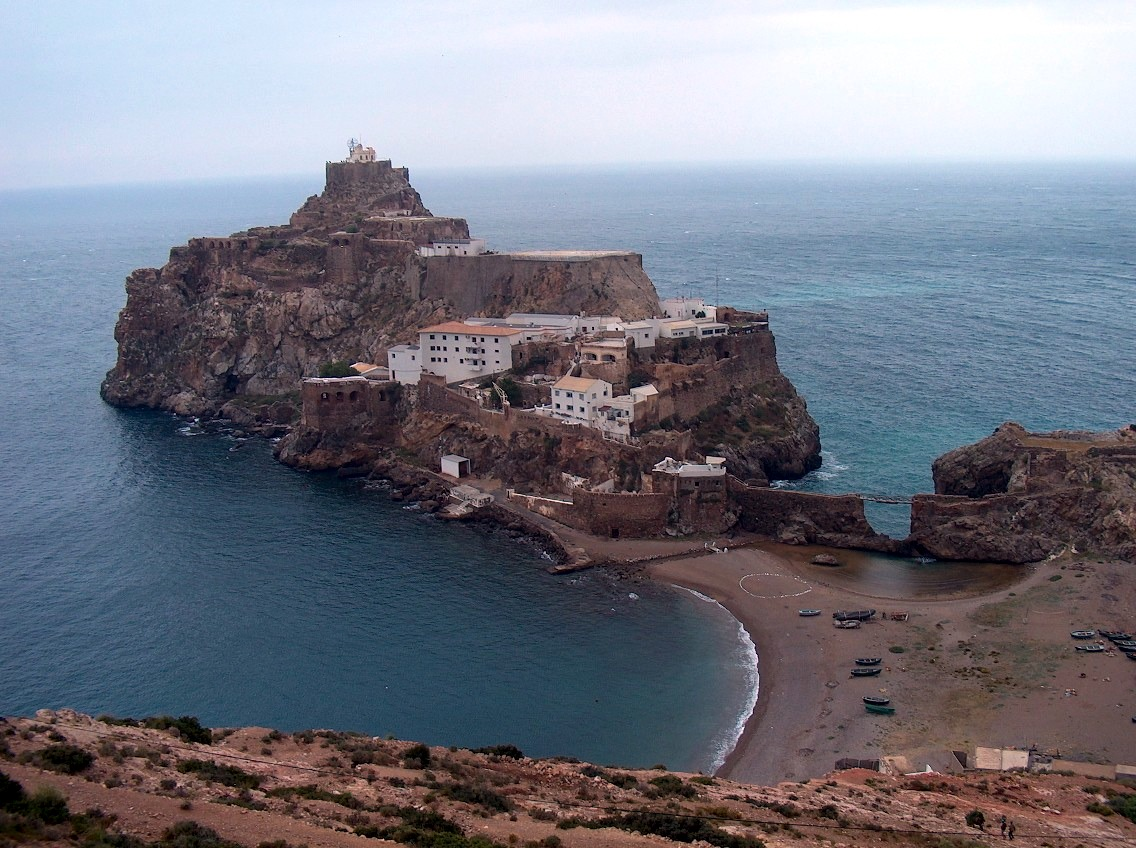
페뇽데벨레스데라고메라 섬(모로코 해안에서 촬영)

## 같이 보기
- 스페인의 섬 목록
- 스페인령 모로코
- 반도 스페인